# 羅文綱
罗文纲，號立宇，廣西柳州衛官籍，柳州府馬平縣人。明朝政治人物、進士出身。

## 生平
万历十年（1582年）壬午科舉人，萬曆十七年（1589年）己丑成进士，吏部觀政，七月丁憂。十九年授行人司行人，二十三年升左司副，二十八年官户部员外郎，二十九年管太仓银库，又淮安管倉，三十二年升郎中。

## 家族
兄罗文经，隆慶元年丁卯科舉人，官知县。